# 坎波隆戈塔波利亚诺
坎波隆戈塔波利亚诺（義大利語：Campolongo Tapogliano），是意大利乌迪内省的一个市镇。总面积9.63平方公里，人口1214人，人口密度126.1人/平方公里（2009年）。ISTAT代码为030138。